# Guillaume Bastille
Guillaume Bastille (ur. 21 lipca 1985) – kanadyjski łyżwiarz szybki specjalizujący się w short tracku. Złoty medalista olimpijski z Vancouver.
Igrzyska w ojczyźnie były jego pierwszą olimpiadą. Złoto wywalczył w biegu sztafetowym, choć nie startował w finale, brał udział jedynie w biegu półfinałowym. Oprócz niego w skład reprezentacji Kanady wchodzili: Charles Hamelin, François Hamelin, Olivier Jean i François-Louis Tremblay.